# Cerro Chato
Cerro Chato je gradić (villa) u središnjem Urugvaju, podijeljen između tri departmana: Durazna, Floride i Treinte y Tresa.
Gradić je smješten na državnoj autocesti 7, sjeverozapadno od obližnjeg gradića Santa Clara de Olimar.

## Povijest
Prvi ragovi naseljavanja ovog prostora vežu se iz vremena kada su urugvajski indijanci u 15. stoljeću naseljavali središnji Urugvaj. Iz tog vremena nema mnogo sačuvanih tragova, ali ima ih dovoljno za dokazivanje tvrdnje da je područje gradića bilo naseljeno i u srednjem vijeku.
Uspostavljenjem neovisne urugvajske države počinju popisi naseljenih mjesta i stanovništva u njima te se prema broju stanovnika određivao status nekog mjesta. Tek je 8. siječnja 1942. Cerro Chato dobio naslov „sela” (pueblo) nakon izglasavanja te odredbe u Parlamentu.
Današnji status gradića (villa) Cerro Chato dobio je odredbom Parlamenta 17. studenog 1964.
Budući da je gradić pripadao trima departmanima, 1927. godine proveden je referendum kojim se trebao izabrati departman u kojem će gradić biti. To je bio prvi referendum u Južnoj Americi na kojem su pravo glasa imale i žene., Iako je najviše glasova dobio departman Durazno, gradić je zakonskom odredobom ostao podijeljen između tri departmana.

## Stanovništvo
Prema popisu stanovništva iz 2011. godine gradić je imao 3.227 stanovnika, od toga ih je 1.694 u departmanu Trenta y Tresu 1.124 u Duraznu i 409 u Floridi.
| Godina | Stanovništvo |
| ------ | ------------ |
| 1963.  | 2.513        |
| 1975.  | 2.582        |
| 1985.  | 2.459        |
| 1996.  | 2.945        |
| 2004.  | 3.278        |
| 2011.  | 3.227        |

- Izvor: Državni statistički zavod Urugvaja.[7]

## Vanjske poveznice
- (šp.) Nuestra Terra, Colección Los Departamentos, Vol.4 "Treinta y Tres"  Arhivirana inačica izvorne stranice od 22. ožujka 2016. (Wayback Machine)